# Andrea Filser
Andrea Filser (ur. 25 marca 1993) – niemiecka narciarka alpejska, brązowa medalistka mistrzostw świata.

## Kariera
Po raz pierwszy na arenie międzynarodowej pojawiła się 1 grudnia 2008 roku w Kaunertal, gdzie w zawodach juniorskich zajęła 46. miejsce w slalomie. Podczas mistrzostw świata juniorów w Québecu w 2013 roku była między innymi piąta w kombinacji i szósta w slalomie.
W zawodach Pucharu Świata zadebiutowała 10 listopada 2012 roku w Levi, gdzie nie zakwalifikowała się do pierwszego przejazdu slalomu. Pierwsze pucharowe punkty zdobyła 10 marca 2013 roku w Ofterschwang, zajmując 23. miejsce w tej samej konkurencji. Na mistrzostwach świata w Cortina d’Ampezzo w 2021 roku razem z Emmą Aicher, Leną Dürr, Stefanem Luitzem, Alexandrem Schmidem i Linusem Straßerem ponownie zdobyła brązowy medal w zawodach drużynowych. Była też między innymi jedenasta w gigancie równoległym.

## Osiągnięcia

### Mistrzostwa świata
| Miejsce | Dzień     | Rok  | Miejscowość       | Konkurencja       | Czas biegu | Strata | Zwyciężczyni                        |
| ------- | --------- | ---- | ----------------- | ----------------- | ---------- | ------ | ----------------------------------- |
| 11.     | 16 lutego | 2021 | Cortina d’Ampezzo | Gigant równoległy | -          | -      | Marta Bassino Katharina Liensberger |
| 3.      | 17 lutego | 2021 | Cortina d’Ampezzo | Zawody drużynowe  | -          | -      | Norwegia                            |
| 20.     | 18 lutego | 2021 | Cortina d’Ampezzo | Gigant            | 2:30,66    | +4,43  | Lara Gut-Behrami                    |
| 20.     | 20 lutego | 2021 | Cortina d’Ampezzo | Slalom            | 2:30,66    | +4,39  | Katharina Liensberger               |

### Mistrzostwa świata juniorów
| Miejsce | Dzień     | Rok  | Miejscowość | Konkurencja | Czas biegu | Strata | Zwyciężczyni         |
| ------- | --------- | ---- | ----------- | ----------- | ---------- | ------ | -------------------- |
| 13.     | 1 marca   | 2012 | Roccaraso   | Slalom      | 1:43,02    | +4,45  | Stephanie Brunner    |
| 34.     | 3 marca   | 2012 | Roccaraso   | Gigant      | 2:40,02    | +7,00  | Ragnhild Mowinckel   |
| 6.      | 21 lutego | 2013 | Québec      | Slalom      | 1:54,56    | +1,00  | Magdalena Fjällström |
| 25.     | 22 lutego | 2013 | Québec      | Gigant      | 2:22,37    | +2,80  | Lisa-Maria Zeller    |
| 20.     | 24 lutego | 2013 | Québec      | Supergigant | 1:02,07    | +1,88  | Stephanie Venier     |
| 30.     | 26 lutego | 2013 | Québec      | Zjazd       | 1:12,24    | +2,37  | Jennifer Piot        |
| 5.      | 26 lutego | 2013 | Québec      | Kombinacja  | ?          | ?      | Ragnhild Mowinckel   |

### Puchar Świata

#### Miejsca w klasyfikacji generalnej
- sezon 2012/2013: 109.
- sezon 2013/2014: -
- sezon 2014/2015: -
- sezon 2017/2018: -
- sezon 2018/2019: -
- sezon 2019/2020: -
- sezon 2020/2021: 76.
- sezon 2021/2022: 98.

#### Miejsca na podium w zawodach
Filser nigdy nie stanęła na podium zawodów PŚ.